# 滇南钞报
《滇南钞报》，是清朝末年在雲南發行的一份報紙，由云贵贵督署创办和编辑，在五华山劳公祠印刷和出售。

## 历史
光绪二十九年（1903年）十月初九创刊。前后一共发行了5年，于光绪三十四年（1908年）停止发行。但是它停刊之后，云贵贵督署又创办了《云南政治官报》、《云南官报》等报纸。基本上沿袭了《滇南钞报》的内容和形式。

## 报纸内容
一共有8个栏目，分别是谕旨恭录、宫门钞、奏折照录、论说摘要、时事汇记、京师新闻、各国新闻、本省辕门钞、文牍。谕旨恭录主要是皇帝谕旨，宫门钞则是记载朝廷政令和动态，奏折摘要顾名思义就是指一些奏折的摘要和记录，本省辕门钞、文牍则是指云南省的一些政令、奏折和相关文书。以上其实都不算是标准的新闻内容，只有论说摘要、时事记、京师新闻、各国新闻才能称之为真正的新闻栏目。这些栏目摘抄了当时一些中国比较有名的报纸如《字林西报》、《申报》、《时报》的内容，既有新闻也有新知识。

## 报纸印刷及板式
《滇南钞报》用的是云南本地土纸，单面直排，铅印而成。其开张比现代报纸的开张要小一点，每一期报纸有四页，页与页之间有中缝分隔，所以能够折叠成八开。

## 意义
是云南地区最早的报纸和日报，为云南地区报纸行业的发展打下了基础并积累了经验。虽然是官办报纸，但仍然起到了开启民智的作用，为云南地区的革命活动起到思想动员作用。